# Нолен, Дитер
Дитер Нолен (нем. Dieter Nohlen; род. 6 ноября 1939 года в Оберхаузене) — немецкий учёный и политолог. В настоящее время он занимает должность почётного профессора политологии на факультете экономических и социальных наук Гейдельбергского университета. Эксперт по избирательным системам и политическому развитию.